# Port Sunlight
Pour les articles homonymes, voir Sunlight.
Port Sunlight est un village industriel du Merseyside au Royaume-Uni. Il est situé entre Lower Bebington et New Ferry, et a appartenu de 1894 à 1974 au district de Bebington, dans le comté de Cheshire. Depuis le 1er avril 1974, le village est un hundred du borough métropolitain de Wirral. Au recensement de 2001, il comptait 1 450 habitants.
Il a été planifié par William Lever 1er vicomte de Leverhulme ; sa construction a débuté en 1888, par les employés de la fabrique de savon Lever Brothers (appartenant actuellement à Unilever). Son nom provient de la gamme préférée d'agents nettoyants de Lever, Sunlight.
Port Sunlight contient 900 monuments classés de grade II, et est déclaré Aire protégée depuis 1978. 

## Histoire et architecture
En 1887, Lever commence la recherche d'un site sur lequel il pourrait étendre sa production de savon, basée jusque-là à Warrington. Il trouve 56 acres de terre marécageuse inutilisée à l'emplacement actuel de Port Sunlight, relativement plates, avec de l'espace pour une extension, et une place de premier choix entre la rivière Mersey et une ligne de chemin de fer.
La cité est fondée pour loger les travailleurs de l'usine. Lever a personnellement participé à l'élaboration des plans du village, et a employé près de trente architectes différents afin d'assurer la diversité des maisons et la rapidité de construction. Entre 1899 et 1914, 800 maisons pour 3 500 habitants sont construites, accompagnées de jardins familiaux et de bâtiments publics tels que la Galerie d'art Lady Lever, un hôpital de proximité, des écoles, une salle de concert, une piscine de plein-air, une église, etc. Il a introduit des systèmes sociaux, d'éducation et de divertissement pour les travailleurs, et encouragé les activités de loisirs et les organisations qui promeuvent l'art, la littérature, la science ou la musique.
Le poids historique de Port Sunlight réside en la combinaison sans précédent d'un habitat industrialisé, apportant des conditions matérielles d'habitat décentes pour les travailleurs, avec les valeurs architecturales et paysagères des cités-jardins, influencées par les idées de William Morris et le mouvement des Arts & Crafts. Chaque bloc de maisons est créé par un architecte différent. L'arrière de chaque maison ne peut être vu, et chaque maison est unique. En ce qui concerne l'architecture, on trouve des colombages, du bois sculpté, de la maçonnerie, du plâtre moulé, des cheminées partagées… Certaines maisons sont construites en style flamand, avec des briques importées de Belgique.

## Communauté
L'un des bâtiments importants de Port Sunlight est la Galerie d'art Lady Lever. Grand collectionneur d'art, Lever a voyagé à travers le monde et aimait montrer aux villageois les œuvres qu'il récoltait ; c'est dans ce but qu'il a construit cette galerie. Ouverte en 1922 par la princesse Béatrice, la galerie d'art expose la collection de Lever ainsi que de l'art moderne. Elle inclut du mobilier, des peintures et des sculptures.
Comme autres bâtiments notables on trouve le Lycée, le théâtre Gladstone, Hesketh Hall (qui héberge la branche locale de The Royal British Legion) et le pub Bridge Inn.
Jusqu'aux années 1980, tous les habitants étaient des employés d'Unilever et leurs familles. C'est durant cette décennie que les premières maisons sont vendues à des particuliers.

## Transports
La région est desservie à la fois par la station de chemin de fer de Bebington et par celle de Port Sunlight, sur la ligne Wirral du réseau Merseyrail. Il y a un service de train régulier vers Chester, Ellesmere Port, et vers Liverpool via Birkenhead.

## Personnalités
- Port Sunlight est la ville de naissance de Pete Burns, membre du groupe Dead or Alive ;
- Le 18 août 1962, Ringo Starr prend officiellement son poste à la batterie avec les Beatles au Hulme Hall de Port Sunlight[3]. De plus, le 27 octobre de la même année, toujours à Hulme Hall, s'est déroulée la première interview radiophonique du groupe, effectuée par le disc jockey local Monty Lister pour Radio Clatterbridge (en)[4].

Il est à noter que l'un des bâtiments à servi de décor (maison de tante Polly) dans la série PEAKY BLINDERS

### Autres "villages modèles"
- Bournville : village de l'usine Cadbury's
- Woodlands : le village de mineurs de Brodsworth Colliery
- Saltaire
- Stewartby
- Hampstead Garden Suburb
- Brentham Garden Suburb